# 未解決事件は終わらせないといけないから
『未解決事件は終わらせないといけないから』（みかいけつじけんはおわらせないといけないから、韓：미제사건은 끝내야 하니까、英：No Case Should Remain Unsolved）は、韓国のゲームクリエイターのSomiが開発し2024年1月18日に発売したゲームソフト。

## 概要
迷宮入りとなった児童失踪事件「犀華（せいか）ちゃん行方不明事件」の謎を解く推理ゲーム。この事件は、作中の時期から12年前にあたる2012年2月5日に公園で遊んでいた少女、犀華が突如姿を消したというもので、手掛かりが得られず捜査は打ち切られたが、犀華の父親がなぜかその結末を望んでいたという不可解な謎が残されている。
物語は、元警察官で失踪課の課長だったという女性、清崎蒼（きよさき あおい）の前に警察の制服を着た若い女性が現れ、清崎の退職前最後の事件である失踪事件について思い出すよう促すところから展開する。清崎が語る12年前の記憶は不明瞭で、証言者と証言内容が一致しているとは限らず時系列も雑然としているが、それらの整理を行う中で、関係者全員がそれぞれ何らかの理由で嘘をついていたことが明らかになっていく。
本作の韓国語版の登場人物は韓国人名だが、日本語版では日本人名に変更されている。なお、日本語版の名前「清崎蒼」およびその韓国語版の名前「전경（チョン・ギョン）」は、Somiが2019年に発売した『Legal Dungeon』の主人公である警部補と同名だが、関係性は不明。

## システム
前述のように、清崎の記憶の中にある関係者の証言は、その話者と時系列が不正確な状態にあり、それらを並べ替えて事件の記憶を再構成するというのが本作の目的となっている。
メインのゲーム画面では、上側に証言者の名前が横に並び、それぞれの下に各証言がSNSのように縦に並んでいる。証言の中にある一部の言葉にはハッシュタグがついており、これを選択すると、言葉に関連する新たな証言が表示される。また、各証言の話者の部分を別の人物に変更すると、変更後の人物の下に証言が移動する。同じ人物の項目内で証言を正しい順番に並べ替えると証言同士が連結され、証言が行われた日付と時刻が明らかになる。なお、証言の数は全部で54種類ある。
一部の証言は、南京錠のマークが表示され閲覧できない状態になっている。南京錠は黄色、赤色、紫色の3種類があり、解錠の方法がそれぞれ異なる。
- 黄色 - 証言を正しい順番に並べ替えた回数が6回に達するごとに手に入る鍵で解錠できる。
- 赤色 - 施錠された証言部分に書かれている問いかけの答えとなる他の証言を選択し、正解すれば解錠できる。
- 紫色 - ヒントの表示とともに4桁の数字のパスワードを要求され、正解すれば解錠できる。

## 開発
Somiは本作以前に「罪悪感三部作」と称する作品群（『Replica』（2016年）、『Legal Dungeon』（2019年）、『The Wake: Mourning Father, Mourning Mother』（2020年））を発売したが、これ以降、勤務している会社での多忙さからゲーム開発に時間を割くことができない状況が続いていた。そうした中、2023年に、今までよりも柔軟性のある部署への異動が決まり、翌年の2024年1月までの1年間に時間的な余裕ができた。Somiは「このチャンスをつかまなければ、ゲーム開発は永遠に手の届かないものになるかもしれない」と考え、新たなゲームの開発に着手した。
罪悪感三部作は、Somiが属する国、社会、職場、家庭における罪悪感をテーマとし、Somiの主張を前面に掲げる内容だった。しかし、Somiはそうした姿勢に自ら懐疑的になり、新しいゲームではSomi自身を完全に分離した世界観にしなければならないと考えた。そして、現実世界で繰り返される差別と否定の中でも耐え合い互いに連帯しようと努力する人々への慰めになるようなゲームを作りたいという思いから、互いが互いのために嘘をつくというアイデアを着想した。
これまでSomiが発売したゲームのグラフィックは、ゲームの理解を助ける必要がある場合にのみ簡単なイラストを用いるという程度で、特に人物の顔がしっかりと描かれたことはなかった。Somiはかつて漫画家を志向していた時期もあったが後にあきらめ、ゲーム制作の際には「きれいな絵がなくても奇抜なアイデアと物語の深さを通して十分に補完できる」というこだわりを持って取り組んでいた。こうした中で、2021年に『Legal Dungeon』のNintendo Switch版が発売されることに合わせて、日本語化を手掛けた「プチデポット」（『グノーシア』などで知られるゲーム制作サークル）のイラストレーターのことりが作品のキーアートを描き、これを見たSomiは、自分が創作した人物が顔と表情を持つようになったと感激した。『Legal Dungeon』のNintendo Switch版は2019年発売のSteam版と比べて大きな反響があったが、これはことりが描いた「顔」のおかげだと確信したSomiは、自分の次のゲームでは必ず顔のあるゲームを作ると決心した。本作の中に絵を挿入した時期は、活字だけで構成されたゲームのシステム部分が完成した2023年8月頃からで、Somiは、各証言に対応する54個のイラスト、会話シーンの人物絵2個、タイトル画面のブランコの絵2個、エンディングに入る2個のカットの合計60の絵を描いた。
Somiは、本作を制作するうえでインスピレーションを得た作品を複数挙げている。フローリアン・ゼレール監督の映画『ファーザー』からは、認知症の高齢者の混乱した記憶と歪んだ現実認識という構成をゲームの根幹に取り込んでいる。また、連城三紀彦の小説『白光』からは一つの事件を様々な視点から眺める反転の魅力を、東野圭吾の小説『新参者』からは事件をめぐる人物たちの態度を学んだとしている。このほか、ゲーム内のクレジットでは、ジュリアン・バーンズの小説『終わりの感覚』とキム・ヨンスの小説『濡れずに水に入る方法』から文章を引用したことが示されている。

## 受賞
- A MAZE. / Berlin 2024 「Most Amazing Award」（大賞）[7]
- BitSummit Drift 「ゲーム・デザイン最優秀賞」[8]
- BIC Festival（朝鮮語版） 2024 「Jury Prize」（審査員賞）、「Excellence in Social Impact」[9][10]